# Klasyczna ofiara gońca
Klasyczna ofiara gońca, grecki dar, poświęcenie Greca, poświęcenie Collego – w grze w szachy poświęcenie gońca na polu h7 (w rzadkich wypadkach symetrycznie na h2, skrajnie rzadko na a7 lub a2). Jest najstarszym i najczęściej stosowanym typem poświęcenia w ataku na pozycję roszady. Możliwość jej wykorzystania występuje szczególnie w pozycjach powstałych z obrony francuskiej, choć nie jest to regułą.
Jako pierwszy opisał to poświęcenie Gioachino Greco w 1619 roku, a pierwszej systematycznej analizy związanych z nim zagadnień dokonał Erwin Voellmy w 1911 roku.
Podstawowym warunkiem koniecznym do wykonania takiego ruchu jest obecność przyłączających się do ataku skoczka (z szachem) i hetmana. Oprócz tego strona atakująca powinna dysponować przynajmniej jedną bierką wspomagającą, a przeważnie potrzebne są dwie; najbardziej typowo są to pion na e5 i goniec na przekątnej c1-h6.

## Szczegółowy opis
|   | a | b | c | d | e | f | g | h |   |
| 8 | a8 – Czarna wieża · b8 – Czarny skoczek · c8 – Czarny goniec · d8 – Czarny hetman · f8 – Czarna wieża · g8 – Czarny król · a7 – Czarny pionek · b7 – Czarny pionek · c7 – Czarny pionek · d7 – Czarny skoczek · f7 – Czarny pionek · g7 – Czarny pionek · h7 – Czarny pionek · e6 – Czarny pionek · d5 – Czarny pionek · e5 – Biały pionek · b4 – Czarny goniec · d4 – Biały pionek · c3 – Biały skoczek · d3 – Biały goniec · f3 – Biały skoczek · a2 – Biały pionek · b2 – Biały pionek · c2 – Biały pionek · f2 – Biały pionek · g2 – Biały pionek · h2 – Biały pionek · a1 – Biała wieża · c1 – Biały goniec · d1 – Biały hetman · e1 – Biały król · h1 – Biała wieża | a8 – Czarna wieża · b8 – Czarny skoczek · c8 – Czarny goniec · d8 – Czarny hetman · f8 – Czarna wieża · g8 – Czarny król · a7 – Czarny pionek · b7 – Czarny pionek · c7 – Czarny pionek · d7 – Czarny skoczek · f7 – Czarny pionek · g7 – Czarny pionek · h7 – Czarny pionek · e6 – Czarny pionek · d5 – Czarny pionek · e5 – Biały pionek · b4 – Czarny goniec · d4 – Biały pionek · c3 – Biały skoczek · d3 – Biały goniec · f3 – Biały skoczek · a2 – Biały pionek · b2 – Biały pionek · c2 – Biały pionek · f2 – Biały pionek · g2 – Biały pionek · h2 – Biały pionek · a1 – Biała wieża · c1 – Biały goniec · d1 – Biały hetman · e1 – Biały król · h1 – Biała wieża | a8 – Czarna wieża · b8 – Czarny skoczek · c8 – Czarny goniec · d8 – Czarny hetman · f8 – Czarna wieża · g8 – Czarny król · a7 – Czarny pionek · b7 – Czarny pionek · c7 – Czarny pionek · d7 – Czarny skoczek · f7 – Czarny pionek · g7 – Czarny pionek · h7 – Czarny pionek · e6 – Czarny pionek · d5 – Czarny pionek · e5 – Biały pionek · b4 – Czarny goniec · d4 – Biały pionek · c3 – Biały skoczek · d3 – Biały goniec · f3 – Biały skoczek · a2 – Biały pionek · b2 – Biały pionek · c2 – Biały pionek · f2 – Biały pionek · g2 – Biały pionek · h2 – Biały pionek · a1 – Biała wieża · c1 – Biały goniec · d1 – Biały hetman · e1 – Biały król · h1 – Biała wieża | a8 – Czarna wieża · b8 – Czarny skoczek · c8 – Czarny goniec · d8 – Czarny hetman · f8 – Czarna wieża · g8 – Czarny król · a7 – Czarny pionek · b7 – Czarny pionek · c7 – Czarny pionek · d7 – Czarny skoczek · f7 – Czarny pionek · g7 – Czarny pionek · h7 – Czarny pionek · e6 – Czarny pionek · d5 – Czarny pionek · e5 – Biały pionek · b4 – Czarny goniec · d4 – Biały pionek · c3 – Biały skoczek · d3 – Biały goniec · f3 – Biały skoczek · a2 – Biały pionek · b2 – Biały pionek · c2 – Biały pionek · f2 – Biały pionek · g2 – Biały pionek · h2 – Biały pionek · a1 – Biała wieża · c1 – Biały goniec · d1 – Biały hetman · e1 – Biały król · h1 – Biała wieża | a8 – Czarna wieża · b8 – Czarny skoczek · c8 – Czarny goniec · d8 – Czarny hetman · f8 – Czarna wieża · g8 – Czarny król · a7 – Czarny pionek · b7 – Czarny pionek · c7 – Czarny pionek · d7 – Czarny skoczek · f7 – Czarny pionek · g7 – Czarny pionek · h7 – Czarny pionek · e6 – Czarny pionek · d5 – Czarny pionek · e5 – Biały pionek · b4 – Czarny goniec · d4 – Biały pionek · c3 – Biały skoczek · d3 – Biały goniec · f3 – Biały skoczek · a2 – Biały pionek · b2 – Biały pionek · c2 – Biały pionek · f2 – Biały pionek · g2 – Biały pionek · h2 – Biały pionek · a1 – Biała wieża · c1 – Biały goniec · d1 – Biały hetman · e1 – Biały król · h1 – Biała wieża | a8 – Czarna wieża · b8 – Czarny skoczek · c8 – Czarny goniec · d8 – Czarny hetman · f8 – Czarna wieża · g8 – Czarny król · a7 – Czarny pionek · b7 – Czarny pionek · c7 – Czarny pionek · d7 – Czarny skoczek · f7 – Czarny pionek · g7 – Czarny pionek · h7 – Czarny pionek · e6 – Czarny pionek · d5 – Czarny pionek · e5 – Biały pionek · b4 – Czarny goniec · d4 – Biały pionek · c3 – Biały skoczek · d3 – Biały goniec · f3 – Biały skoczek · a2 – Biały pionek · b2 – Biały pionek · c2 – Biały pionek · f2 – Biały pionek · g2 – Biały pionek · h2 – Biały pionek · a1 – Biała wieża · c1 – Biały goniec · d1 – Biały hetman · e1 – Biały król · h1 – Biała wieża | a8 – Czarna wieża · b8 – Czarny skoczek · c8 – Czarny goniec · d8 – Czarny hetman · f8 – Czarna wieża · g8 – Czarny król · a7 – Czarny pionek · b7 – Czarny pionek · c7 – Czarny pionek · d7 – Czarny skoczek · f7 – Czarny pionek · g7 – Czarny pionek · h7 – Czarny pionek · e6 – Czarny pionek · d5 – Czarny pionek · e5 – Biały pionek · b4 – Czarny goniec · d4 – Biały pionek · c3 – Biały skoczek · d3 – Biały goniec · f3 – Biały skoczek · a2 – Biały pionek · b2 – Biały pionek · c2 – Biały pionek · f2 – Biały pionek · g2 – Biały pionek · h2 – Biały pionek · a1 – Biała wieża · c1 – Biały goniec · d1 – Biały hetman · e1 – Biały król · h1 – Biała wieża | a8 – Czarna wieża · b8 – Czarny skoczek · c8 – Czarny goniec · d8 – Czarny hetman · f8 – Czarna wieża · g8 – Czarny król · a7 – Czarny pionek · b7 – Czarny pionek · c7 – Czarny pionek · d7 – Czarny skoczek · f7 – Czarny pionek · g7 – Czarny pionek · h7 – Czarny pionek · e6 – Czarny pionek · d5 – Czarny pionek · e5 – Biały pionek · b4 – Czarny goniec · d4 – Biały pionek · c3 – Biały skoczek · d3 – Biały goniec · f3 – Biały skoczek · a2 – Biały pionek · b2 – Biały pionek · c2 – Biały pionek · f2 – Biały pionek · g2 – Biały pionek · h2 – Biały pionek · a1 – Biała wieża · c1 – Biały goniec · d1 – Biały hetman · e1 – Biały król · h1 – Biała wieża | 8 |
| 7 | a8 – Czarna wieża · b8 – Czarny skoczek · c8 – Czarny goniec · d8 – Czarny hetman · f8 – Czarna wieża · g8 – Czarny król · a7 – Czarny pionek · b7 – Czarny pionek · c7 – Czarny pionek · d7 – Czarny skoczek · f7 – Czarny pionek · g7 – Czarny pionek · h7 – Czarny pionek · e6 – Czarny pionek · d5 – Czarny pionek · e5 – Biały pionek · b4 – Czarny goniec · d4 – Biały pionek · c3 – Biały skoczek · d3 – Biały goniec · f3 – Biały skoczek · a2 – Biały pionek · b2 – Biały pionek · c2 – Biały pionek · f2 – Biały pionek · g2 – Biały pionek · h2 – Biały pionek · a1 – Biała wieża · c1 – Biały goniec · d1 – Biały hetman · e1 – Biały król · h1 – Biała wieża | a8 – Czarna wieża · b8 – Czarny skoczek · c8 – Czarny goniec · d8 – Czarny hetman · f8 – Czarna wieża · g8 – Czarny król · a7 – Czarny pionek · b7 – Czarny pionek · c7 – Czarny pionek · d7 – Czarny skoczek · f7 – Czarny pionek · g7 – Czarny pionek · h7 – Czarny pionek · e6 – Czarny pionek · d5 – Czarny pionek · e5 – Biały pionek · b4 – Czarny goniec · d4 – Biały pionek · c3 – Biały skoczek · d3 – Biały goniec · f3 – Biały skoczek · a2 – Biały pionek · b2 – Biały pionek · c2 – Biały pionek · f2 – Biały pionek · g2 – Biały pionek · h2 – Biały pionek · a1 – Biała wieża · c1 – Biały goniec · d1 – Biały hetman · e1 – Biały król · h1 – Biała wieża | a8 – Czarna wieża · b8 – Czarny skoczek · c8 – Czarny goniec · d8 – Czarny hetman · f8 – Czarna wieża · g8 – Czarny król · a7 – Czarny pionek · b7 – Czarny pionek · c7 – Czarny pionek · d7 – Czarny skoczek · f7 – Czarny pionek · g7 – Czarny pionek · h7 – Czarny pionek · e6 – Czarny pionek · d5 – Czarny pionek · e5 – Biały pionek · b4 – Czarny goniec · d4 – Biały pionek · c3 – Biały skoczek · d3 – Biały goniec · f3 – Biały skoczek · a2 – Biały pionek · b2 – Biały pionek · c2 – Biały pionek · f2 – Biały pionek · g2 – Biały pionek · h2 – Biały pionek · a1 – Biała wieża · c1 – Biały goniec · d1 – Biały hetman · e1 – Biały król · h1 – Biała wieża | a8 – Czarna wieża · b8 – Czarny skoczek · c8 – Czarny goniec · d8 – Czarny hetman · f8 – Czarna wieża · g8 – Czarny król · a7 – Czarny pionek · b7 – Czarny pionek · c7 – Czarny pionek · d7 – Czarny skoczek · f7 – Czarny pionek · g7 – Czarny pionek · h7 – Czarny pionek · e6 – Czarny pionek · d5 – Czarny pionek · e5 – Biały pionek · b4 – Czarny goniec · d4 – Biały pionek · c3 – Biały skoczek · d3 – Biały goniec · f3 – Biały skoczek · a2 – Biały pionek · b2 – Biały pionek · c2 – Biały pionek · f2 – Biały pionek · g2 – Biały pionek · h2 – Biały pionek · a1 – Biała wieża · c1 – Biały goniec · d1 – Biały hetman · e1 – Biały król · h1 – Biała wieża | a8 – Czarna wieża · b8 – Czarny skoczek · c8 – Czarny goniec · d8 – Czarny hetman · f8 – Czarna wieża · g8 – Czarny król · a7 – Czarny pionek · b7 – Czarny pionek · c7 – Czarny pionek · d7 – Czarny skoczek · f7 – Czarny pionek · g7 – Czarny pionek · h7 – Czarny pionek · e6 – Czarny pionek · d5 – Czarny pionek · e5 – Biały pionek · b4 – Czarny goniec · d4 – Biały pionek · c3 – Biały skoczek · d3 – Biały goniec · f3 – Biały skoczek · a2 – Biały pionek · b2 – Biały pionek · c2 – Biały pionek · f2 – Biały pionek · g2 – Biały pionek · h2 – Biały pionek · a1 – Biała wieża · c1 – Biały goniec · d1 – Biały hetman · e1 – Biały król · h1 – Biała wieża | a8 – Czarna wieża · b8 – Czarny skoczek · c8 – Czarny goniec · d8 – Czarny hetman · f8 – Czarna wieża · g8 – Czarny król · a7 – Czarny pionek · b7 – Czarny pionek · c7 – Czarny pionek · d7 – Czarny skoczek · f7 – Czarny pionek · g7 – Czarny pionek · h7 – Czarny pionek · e6 – Czarny pionek · d5 – Czarny pionek · e5 – Biały pionek · b4 – Czarny goniec · d4 – Biały pionek · c3 – Biały skoczek · d3 – Biały goniec · f3 – Biały skoczek · a2 – Biały pionek · b2 – Biały pionek · c2 – Biały pionek · f2 – Biały pionek · g2 – Biały pionek · h2 – Biały pionek · a1 – Biała wieża · c1 – Biały goniec · d1 – Biały hetman · e1 – Biały król · h1 – Biała wieża | a8 – Czarna wieża · b8 – Czarny skoczek · c8 – Czarny goniec · d8 – Czarny hetman · f8 – Czarna wieża · g8 – Czarny król · a7 – Czarny pionek · b7 – Czarny pionek · c7 – Czarny pionek · d7 – Czarny skoczek · f7 – Czarny pionek · g7 – Czarny pionek · h7 – Czarny pionek · e6 – Czarny pionek · d5 – Czarny pionek · e5 – Biały pionek · b4 – Czarny goniec · d4 – Biały pionek · c3 – Biały skoczek · d3 – Biały goniec · f3 – Biały skoczek · a2 – Biały pionek · b2 – Biały pionek · c2 – Biały pionek · f2 – Biały pionek · g2 – Biały pionek · h2 – Biały pionek · a1 – Biała wieża · c1 – Biały goniec · d1 – Biały hetman · e1 – Biały król · h1 – Biała wieża | a8 – Czarna wieża · b8 – Czarny skoczek · c8 – Czarny goniec · d8 – Czarny hetman · f8 – Czarna wieża · g8 – Czarny król · a7 – Czarny pionek · b7 – Czarny pionek · c7 – Czarny pionek · d7 – Czarny skoczek · f7 – Czarny pionek · g7 – Czarny pionek · h7 – Czarny pionek · e6 – Czarny pionek · d5 – Czarny pionek · e5 – Biały pionek · b4 – Czarny goniec · d4 – Biały pionek · c3 – Biały skoczek · d3 – Biały goniec · f3 – Biały skoczek · a2 – Biały pionek · b2 – Biały pionek · c2 – Biały pionek · f2 – Biały pionek · g2 – Biały pionek · h2 – Biały pionek · a1 – Biała wieża · c1 – Biały goniec · d1 – Biały hetman · e1 – Biały król · h1 – Biała wieża | 7 |
| 6 | a8 – Czarna wieża · b8 – Czarny skoczek · c8 – Czarny goniec · d8 – Czarny hetman · f8 – Czarna wieża · g8 – Czarny król · a7 – Czarny pionek · b7 – Czarny pionek · c7 – Czarny pionek · d7 – Czarny skoczek · f7 – Czarny pionek · g7 – Czarny pionek · h7 – Czarny pionek · e6 – Czarny pionek · d5 – Czarny pionek · e5 – Biały pionek · b4 – Czarny goniec · d4 – Biały pionek · c3 – Biały skoczek · d3 – Biały goniec · f3 – Biały skoczek · a2 – Biały pionek · b2 – Biały pionek · c2 – Biały pionek · f2 – Biały pionek · g2 – Biały pionek · h2 – Biały pionek · a1 – Biała wieża · c1 – Biały goniec · d1 – Biały hetman · e1 – Biały król · h1 – Biała wieża | a8 – Czarna wieża · b8 – Czarny skoczek · c8 – Czarny goniec · d8 – Czarny hetman · f8 – Czarna wieża · g8 – Czarny król · a7 – Czarny pionek · b7 – Czarny pionek · c7 – Czarny pionek · d7 – Czarny skoczek · f7 – Czarny pionek · g7 – Czarny pionek · h7 – Czarny pionek · e6 – Czarny pionek · d5 – Czarny pionek · e5 – Biały pionek · b4 – Czarny goniec · d4 – Biały pionek · c3 – Biały skoczek · d3 – Biały goniec · f3 – Biały skoczek · a2 – Biały pionek · b2 – Biały pionek · c2 – Biały pionek · f2 – Biały pionek · g2 – Biały pionek · h2 – Biały pionek · a1 – Biała wieża · c1 – Biały goniec · d1 – Biały hetman · e1 – Biały król · h1 – Biała wieża | a8 – Czarna wieża · b8 – Czarny skoczek · c8 – Czarny goniec · d8 – Czarny hetman · f8 – Czarna wieża · g8 – Czarny król · a7 – Czarny pionek · b7 – Czarny pionek · c7 – Czarny pionek · d7 – Czarny skoczek · f7 – Czarny pionek · g7 – Czarny pionek · h7 – Czarny pionek · e6 – Czarny pionek · d5 – Czarny pionek · e5 – Biały pionek · b4 – Czarny goniec · d4 – Biały pionek · c3 – Biały skoczek · d3 – Biały goniec · f3 – Biały skoczek · a2 – Biały pionek · b2 – Biały pionek · c2 – Biały pionek · f2 – Biały pionek · g2 – Biały pionek · h2 – Biały pionek · a1 – Biała wieża · c1 – Biały goniec · d1 – Biały hetman · e1 – Biały król · h1 – Biała wieża | a8 – Czarna wieża · b8 – Czarny skoczek · c8 – Czarny goniec · d8 – Czarny hetman · f8 – Czarna wieża · g8 – Czarny król · a7 – Czarny pionek · b7 – Czarny pionek · c7 – Czarny pionek · d7 – Czarny skoczek · f7 – Czarny pionek · g7 – Czarny pionek · h7 – Czarny pionek · e6 – Czarny pionek · d5 – Czarny pionek · e5 – Biały pionek · b4 – Czarny goniec · d4 – Biały pionek · c3 – Biały skoczek · d3 – Biały goniec · f3 – Biały skoczek · a2 – Biały pionek · b2 – Biały pionek · c2 – Biały pionek · f2 – Biały pionek · g2 – Biały pionek · h2 – Biały pionek · a1 – Biała wieża · c1 – Biały goniec · d1 – Biały hetman · e1 – Biały król · h1 – Biała wieża | a8 – Czarna wieża · b8 – Czarny skoczek · c8 – Czarny goniec · d8 – Czarny hetman · f8 – Czarna wieża · g8 – Czarny król · a7 – Czarny pionek · b7 – Czarny pionek · c7 – Czarny pionek · d7 – Czarny skoczek · f7 – Czarny pionek · g7 – Czarny pionek · h7 – Czarny pionek · e6 – Czarny pionek · d5 – Czarny pionek · e5 – Biały pionek · b4 – Czarny goniec · d4 – Biały pionek · c3 – Biały skoczek · d3 – Biały goniec · f3 – Biały skoczek · a2 – Biały pionek · b2 – Biały pionek · c2 – Biały pionek · f2 – Biały pionek · g2 – Biały pionek · h2 – Biały pionek · a1 – Biała wieża · c1 – Biały goniec · d1 – Biały hetman · e1 – Biały król · h1 – Biała wieża | a8 – Czarna wieża · b8 – Czarny skoczek · c8 – Czarny goniec · d8 – Czarny hetman · f8 – Czarna wieża · g8 – Czarny król · a7 – Czarny pionek · b7 – Czarny pionek · c7 – Czarny pionek · d7 – Czarny skoczek · f7 – Czarny pionek · g7 – Czarny pionek · h7 – Czarny pionek · e6 – Czarny pionek · d5 – Czarny pionek · e5 – Biały pionek · b4 – Czarny goniec · d4 – Biały pionek · c3 – Biały skoczek · d3 – Biały goniec · f3 – Biały skoczek · a2 – Biały pionek · b2 – Biały pionek · c2 – Biały pionek · f2 – Biały pionek · g2 – Biały pionek · h2 – Biały pionek · a1 – Biała wieża · c1 – Biały goniec · d1 – Biały hetman · e1 – Biały król · h1 – Biała wieża | a8 – Czarna wieża · b8 – Czarny skoczek · c8 – Czarny goniec · d8 – Czarny hetman · f8 – Czarna wieża · g8 – Czarny król · a7 – Czarny pionek · b7 – Czarny pionek · c7 – Czarny pionek · d7 – Czarny skoczek · f7 – Czarny pionek · g7 – Czarny pionek · h7 – Czarny pionek · e6 – Czarny pionek · d5 – Czarny pionek · e5 – Biały pionek · b4 – Czarny goniec · d4 – Biały pionek · c3 – Biały skoczek · d3 – Biały goniec · f3 – Biały skoczek · a2 – Biały pionek · b2 – Biały pionek · c2 – Biały pionek · f2 – Biały pionek · g2 – Biały pionek · h2 – Biały pionek · a1 – Biała wieża · c1 – Biały goniec · d1 – Biały hetman · e1 – Biały król · h1 – Biała wieża | a8 – Czarna wieża · b8 – Czarny skoczek · c8 – Czarny goniec · d8 – Czarny hetman · f8 – Czarna wieża · g8 – Czarny król · a7 – Czarny pionek · b7 – Czarny pionek · c7 – Czarny pionek · d7 – Czarny skoczek · f7 – Czarny pionek · g7 – Czarny pionek · h7 – Czarny pionek · e6 – Czarny pionek · d5 – Czarny pionek · e5 – Biały pionek · b4 – Czarny goniec · d4 – Biały pionek · c3 – Biały skoczek · d3 – Biały goniec · f3 – Biały skoczek · a2 – Biały pionek · b2 – Biały pionek · c2 – Biały pionek · f2 – Biały pionek · g2 – Biały pionek · h2 – Biały pionek · a1 – Biała wieża · c1 – Biały goniec · d1 – Biały hetman · e1 – Biały król · h1 – Biała wieża | 6 |
| 5 | a8 – Czarna wieża · b8 – Czarny skoczek · c8 – Czarny goniec · d8 – Czarny hetman · f8 – Czarna wieża · g8 – Czarny król · a7 – Czarny pionek · b7 – Czarny pionek · c7 – Czarny pionek · d7 – Czarny skoczek · f7 – Czarny pionek · g7 – Czarny pionek · h7 – Czarny pionek · e6 – Czarny pionek · d5 – Czarny pionek · e5 – Biały pionek · b4 – Czarny goniec · d4 – Biały pionek · c3 – Biały skoczek · d3 – Biały goniec · f3 – Biały skoczek · a2 – Biały pionek · b2 – Biały pionek · c2 – Biały pionek · f2 – Biały pionek · g2 – Biały pionek · h2 – Biały pionek · a1 – Biała wieża · c1 – Biały goniec · d1 – Biały hetman · e1 – Biały król · h1 – Biała wieża | a8 – Czarna wieża · b8 – Czarny skoczek · c8 – Czarny goniec · d8 – Czarny hetman · f8 – Czarna wieża · g8 – Czarny król · a7 – Czarny pionek · b7 – Czarny pionek · c7 – Czarny pionek · d7 – Czarny skoczek · f7 – Czarny pionek · g7 – Czarny pionek · h7 – Czarny pionek · e6 – Czarny pionek · d5 – Czarny pionek · e5 – Biały pionek · b4 – Czarny goniec · d4 – Biały pionek · c3 – Biały skoczek · d3 – Biały goniec · f3 – Biały skoczek · a2 – Biały pionek · b2 – Biały pionek · c2 – Biały pionek · f2 – Biały pionek · g2 – Biały pionek · h2 – Biały pionek · a1 – Biała wieża · c1 – Biały goniec · d1 – Biały hetman · e1 – Biały król · h1 – Biała wieża | a8 – Czarna wieża · b8 – Czarny skoczek · c8 – Czarny goniec · d8 – Czarny hetman · f8 – Czarna wieża · g8 – Czarny król · a7 – Czarny pionek · b7 – Czarny pionek · c7 – Czarny pionek · d7 – Czarny skoczek · f7 – Czarny pionek · g7 – Czarny pionek · h7 – Czarny pionek · e6 – Czarny pionek · d5 – Czarny pionek · e5 – Biały pionek · b4 – Czarny goniec · d4 – Biały pionek · c3 – Biały skoczek · d3 – Biały goniec · f3 – Biały skoczek · a2 – Biały pionek · b2 – Biały pionek · c2 – Biały pionek · f2 – Biały pionek · g2 – Biały pionek · h2 – Biały pionek · a1 – Biała wieża · c1 – Biały goniec · d1 – Biały hetman · e1 – Biały król · h1 – Biała wieża | a8 – Czarna wieża · b8 – Czarny skoczek · c8 – Czarny goniec · d8 – Czarny hetman · f8 – Czarna wieża · g8 – Czarny król · a7 – Czarny pionek · b7 – Czarny pionek · c7 – Czarny pionek · d7 – Czarny skoczek · f7 – Czarny pionek · g7 – Czarny pionek · h7 – Czarny pionek · e6 – Czarny pionek · d5 – Czarny pionek · e5 – Biały pionek · b4 – Czarny goniec · d4 – Biały pionek · c3 – Biały skoczek · d3 – Biały goniec · f3 – Biały skoczek · a2 – Biały pionek · b2 – Biały pionek · c2 – Biały pionek · f2 – Biały pionek · g2 – Biały pionek · h2 – Biały pionek · a1 – Biała wieża · c1 – Biały goniec · d1 – Biały hetman · e1 – Biały król · h1 – Biała wieża | a8 – Czarna wieża · b8 – Czarny skoczek · c8 – Czarny goniec · d8 – Czarny hetman · f8 – Czarna wieża · g8 – Czarny król · a7 – Czarny pionek · b7 – Czarny pionek · c7 – Czarny pionek · d7 – Czarny skoczek · f7 – Czarny pionek · g7 – Czarny pionek · h7 – Czarny pionek · e6 – Czarny pionek · d5 – Czarny pionek · e5 – Biały pionek · b4 – Czarny goniec · d4 – Biały pionek · c3 – Biały skoczek · d3 – Biały goniec · f3 – Biały skoczek · a2 – Biały pionek · b2 – Biały pionek · c2 – Biały pionek · f2 – Biały pionek · g2 – Biały pionek · h2 – Biały pionek · a1 – Biała wieża · c1 – Biały goniec · d1 – Biały hetman · e1 – Biały król · h1 – Biała wieża | a8 – Czarna wieża · b8 – Czarny skoczek · c8 – Czarny goniec · d8 – Czarny hetman · f8 – Czarna wieża · g8 – Czarny król · a7 – Czarny pionek · b7 – Czarny pionek · c7 – Czarny pionek · d7 – Czarny skoczek · f7 – Czarny pionek · g7 – Czarny pionek · h7 – Czarny pionek · e6 – Czarny pionek · d5 – Czarny pionek · e5 – Biały pionek · b4 – Czarny goniec · d4 – Biały pionek · c3 – Biały skoczek · d3 – Biały goniec · f3 – Biały skoczek · a2 – Biały pionek · b2 – Biały pionek · c2 – Biały pionek · f2 – Biały pionek · g2 – Biały pionek · h2 – Biały pionek · a1 – Biała wieża · c1 – Biały goniec · d1 – Biały hetman · e1 – Biały król · h1 – Biała wieża | a8 – Czarna wieża · b8 – Czarny skoczek · c8 – Czarny goniec · d8 – Czarny hetman · f8 – Czarna wieża · g8 – Czarny król · a7 – Czarny pionek · b7 – Czarny pionek · c7 – Czarny pionek · d7 – Czarny skoczek · f7 – Czarny pionek · g7 – Czarny pionek · h7 – Czarny pionek · e6 – Czarny pionek · d5 – Czarny pionek · e5 – Biały pionek · b4 – Czarny goniec · d4 – Biały pionek · c3 – Biały skoczek · d3 – Biały goniec · f3 – Biały skoczek · a2 – Biały pionek · b2 – Biały pionek · c2 – Biały pionek · f2 – Biały pionek · g2 – Biały pionek · h2 – Biały pionek · a1 – Biała wieża · c1 – Biały goniec · d1 – Biały hetman · e1 – Biały król · h1 – Biała wieża | a8 – Czarna wieża · b8 – Czarny skoczek · c8 – Czarny goniec · d8 – Czarny hetman · f8 – Czarna wieża · g8 – Czarny król · a7 – Czarny pionek · b7 – Czarny pionek · c7 – Czarny pionek · d7 – Czarny skoczek · f7 – Czarny pionek · g7 – Czarny pionek · h7 – Czarny pionek · e6 – Czarny pionek · d5 – Czarny pionek · e5 – Biały pionek · b4 – Czarny goniec · d4 – Biały pionek · c3 – Biały skoczek · d3 – Biały goniec · f3 – Biały skoczek · a2 – Biały pionek · b2 – Biały pionek · c2 – Biały pionek · f2 – Biały pionek · g2 – Biały pionek · h2 – Biały pionek · a1 – Biała wieża · c1 – Biały goniec · d1 – Biały hetman · e1 – Biały król · h1 – Biała wieża | 5 |
| 4 | a8 – Czarna wieża · b8 – Czarny skoczek · c8 – Czarny goniec · d8 – Czarny hetman · f8 – Czarna wieża · g8 – Czarny król · a7 – Czarny pionek · b7 – Czarny pionek · c7 – Czarny pionek · d7 – Czarny skoczek · f7 – Czarny pionek · g7 – Czarny pionek · h7 – Czarny pionek · e6 – Czarny pionek · d5 – Czarny pionek · e5 – Biały pionek · b4 – Czarny goniec · d4 – Biały pionek · c3 – Biały skoczek · d3 – Biały goniec · f3 – Biały skoczek · a2 – Biały pionek · b2 – Biały pionek · c2 – Biały pionek · f2 – Biały pionek · g2 – Biały pionek · h2 – Biały pionek · a1 – Biała wieża · c1 – Biały goniec · d1 – Biały hetman · e1 – Biały król · h1 – Biała wieża | a8 – Czarna wieża · b8 – Czarny skoczek · c8 – Czarny goniec · d8 – Czarny hetman · f8 – Czarna wieża · g8 – Czarny król · a7 – Czarny pionek · b7 – Czarny pionek · c7 – Czarny pionek · d7 – Czarny skoczek · f7 – Czarny pionek · g7 – Czarny pionek · h7 – Czarny pionek · e6 – Czarny pionek · d5 – Czarny pionek · e5 – Biały pionek · b4 – Czarny goniec · d4 – Biały pionek · c3 – Biały skoczek · d3 – Biały goniec · f3 – Biały skoczek · a2 – Biały pionek · b2 – Biały pionek · c2 – Biały pionek · f2 – Biały pionek · g2 – Biały pionek · h2 – Biały pionek · a1 – Biała wieża · c1 – Biały goniec · d1 – Biały hetman · e1 – Biały król · h1 – Biała wieża | a8 – Czarna wieża · b8 – Czarny skoczek · c8 – Czarny goniec · d8 – Czarny hetman · f8 – Czarna wieża · g8 – Czarny król · a7 – Czarny pionek · b7 – Czarny pionek · c7 – Czarny pionek · d7 – Czarny skoczek · f7 – Czarny pionek · g7 – Czarny pionek · h7 – Czarny pionek · e6 – Czarny pionek · d5 – Czarny pionek · e5 – Biały pionek · b4 – Czarny goniec · d4 – Biały pionek · c3 – Biały skoczek · d3 – Biały goniec · f3 – Biały skoczek · a2 – Biały pionek · b2 – Biały pionek · c2 – Biały pionek · f2 – Biały pionek · g2 – Biały pionek · h2 – Biały pionek · a1 – Biała wieża · c1 – Biały goniec · d1 – Biały hetman · e1 – Biały król · h1 – Biała wieża | a8 – Czarna wieża · b8 – Czarny skoczek · c8 – Czarny goniec · d8 – Czarny hetman · f8 – Czarna wieża · g8 – Czarny król · a7 – Czarny pionek · b7 – Czarny pionek · c7 – Czarny pionek · d7 – Czarny skoczek · f7 – Czarny pionek · g7 – Czarny pionek · h7 – Czarny pionek · e6 – Czarny pionek · d5 – Czarny pionek · e5 – Biały pionek · b4 – Czarny goniec · d4 – Biały pionek · c3 – Biały skoczek · d3 – Biały goniec · f3 – Biały skoczek · a2 – Biały pionek · b2 – Biały pionek · c2 – Biały pionek · f2 – Biały pionek · g2 – Biały pionek · h2 – Biały pionek · a1 – Biała wieża · c1 – Biały goniec · d1 – Biały hetman · e1 – Biały król · h1 – Biała wieża | a8 – Czarna wieża · b8 – Czarny skoczek · c8 – Czarny goniec · d8 – Czarny hetman · f8 – Czarna wieża · g8 – Czarny król · a7 – Czarny pionek · b7 – Czarny pionek · c7 – Czarny pionek · d7 – Czarny skoczek · f7 – Czarny pionek · g7 – Czarny pionek · h7 – Czarny pionek · e6 – Czarny pionek · d5 – Czarny pionek · e5 – Biały pionek · b4 – Czarny goniec · d4 – Biały pionek · c3 – Biały skoczek · d3 – Biały goniec · f3 – Biały skoczek · a2 – Biały pionek · b2 – Biały pionek · c2 – Biały pionek · f2 – Biały pionek · g2 – Biały pionek · h2 – Biały pionek · a1 – Biała wieża · c1 – Biały goniec · d1 – Biały hetman · e1 – Biały król · h1 – Biała wieża | a8 – Czarna wieża · b8 – Czarny skoczek · c8 – Czarny goniec · d8 – Czarny hetman · f8 – Czarna wieża · g8 – Czarny król · a7 – Czarny pionek · b7 – Czarny pionek · c7 – Czarny pionek · d7 – Czarny skoczek · f7 – Czarny pionek · g7 – Czarny pionek · h7 – Czarny pionek · e6 – Czarny pionek · d5 – Czarny pionek · e5 – Biały pionek · b4 – Czarny goniec · d4 – Biały pionek · c3 – Biały skoczek · d3 – Biały goniec · f3 – Biały skoczek · a2 – Biały pionek · b2 – Biały pionek · c2 – Biały pionek · f2 – Biały pionek · g2 – Biały pionek · h2 – Biały pionek · a1 – Biała wieża · c1 – Biały goniec · d1 – Biały hetman · e1 – Biały król · h1 – Biała wieża | a8 – Czarna wieża · b8 – Czarny skoczek · c8 – Czarny goniec · d8 – Czarny hetman · f8 – Czarna wieża · g8 – Czarny król · a7 – Czarny pionek · b7 – Czarny pionek · c7 – Czarny pionek · d7 – Czarny skoczek · f7 – Czarny pionek · g7 – Czarny pionek · h7 – Czarny pionek · e6 – Czarny pionek · d5 – Czarny pionek · e5 – Biały pionek · b4 – Czarny goniec · d4 – Biały pionek · c3 – Biały skoczek · d3 – Biały goniec · f3 – Biały skoczek · a2 – Biały pionek · b2 – Biały pionek · c2 – Biały pionek · f2 – Biały pionek · g2 – Biały pionek · h2 – Biały pionek · a1 – Biała wieża · c1 – Biały goniec · d1 – Biały hetman · e1 – Biały król · h1 – Biała wieża | a8 – Czarna wieża · b8 – Czarny skoczek · c8 – Czarny goniec · d8 – Czarny hetman · f8 – Czarna wieża · g8 – Czarny król · a7 – Czarny pionek · b7 – Czarny pionek · c7 – Czarny pionek · d7 – Czarny skoczek · f7 – Czarny pionek · g7 – Czarny pionek · h7 – Czarny pionek · e6 – Czarny pionek · d5 – Czarny pionek · e5 – Biały pionek · b4 – Czarny goniec · d4 – Biały pionek · c3 – Biały skoczek · d3 – Biały goniec · f3 – Biały skoczek · a2 – Biały pionek · b2 – Biały pionek · c2 – Biały pionek · f2 – Biały pionek · g2 – Biały pionek · h2 – Biały pionek · a1 – Biała wieża · c1 – Biały goniec · d1 – Biały hetman · e1 – Biały król · h1 – Biała wieża | 4 |
| 3 | a8 – Czarna wieża · b8 – Czarny skoczek · c8 – Czarny goniec · d8 – Czarny hetman · f8 – Czarna wieża · g8 – Czarny król · a7 – Czarny pionek · b7 – Czarny pionek · c7 – Czarny pionek · d7 – Czarny skoczek · f7 – Czarny pionek · g7 – Czarny pionek · h7 – Czarny pionek · e6 – Czarny pionek · d5 – Czarny pionek · e5 – Biały pionek · b4 – Czarny goniec · d4 – Biały pionek · c3 – Biały skoczek · d3 – Biały goniec · f3 – Biały skoczek · a2 – Biały pionek · b2 – Biały pionek · c2 – Biały pionek · f2 – Biały pionek · g2 – Biały pionek · h2 – Biały pionek · a1 – Biała wieża · c1 – Biały goniec · d1 – Biały hetman · e1 – Biały król · h1 – Biała wieża | a8 – Czarna wieża · b8 – Czarny skoczek · c8 – Czarny goniec · d8 – Czarny hetman · f8 – Czarna wieża · g8 – Czarny król · a7 – Czarny pionek · b7 – Czarny pionek · c7 – Czarny pionek · d7 – Czarny skoczek · f7 – Czarny pionek · g7 – Czarny pionek · h7 – Czarny pionek · e6 – Czarny pionek · d5 – Czarny pionek · e5 – Biały pionek · b4 – Czarny goniec · d4 – Biały pionek · c3 – Biały skoczek · d3 – Biały goniec · f3 – Biały skoczek · a2 – Biały pionek · b2 – Biały pionek · c2 – Biały pionek · f2 – Biały pionek · g2 – Biały pionek · h2 – Biały pionek · a1 – Biała wieża · c1 – Biały goniec · d1 – Biały hetman · e1 – Biały król · h1 – Biała wieża | a8 – Czarna wieża · b8 – Czarny skoczek · c8 – Czarny goniec · d8 – Czarny hetman · f8 – Czarna wieża · g8 – Czarny król · a7 – Czarny pionek · b7 – Czarny pionek · c7 – Czarny pionek · d7 – Czarny skoczek · f7 – Czarny pionek · g7 – Czarny pionek · h7 – Czarny pionek · e6 – Czarny pionek · d5 – Czarny pionek · e5 – Biały pionek · b4 – Czarny goniec · d4 – Biały pionek · c3 – Biały skoczek · d3 – Biały goniec · f3 – Biały skoczek · a2 – Biały pionek · b2 – Biały pionek · c2 – Biały pionek · f2 – Biały pionek · g2 – Biały pionek · h2 – Biały pionek · a1 – Biała wieża · c1 – Biały goniec · d1 – Biały hetman · e1 – Biały król · h1 – Biała wieża | a8 – Czarna wieża · b8 – Czarny skoczek · c8 – Czarny goniec · d8 – Czarny hetman · f8 – Czarna wieża · g8 – Czarny król · a7 – Czarny pionek · b7 – Czarny pionek · c7 – Czarny pionek · d7 – Czarny skoczek · f7 – Czarny pionek · g7 – Czarny pionek · h7 – Czarny pionek · e6 – Czarny pionek · d5 – Czarny pionek · e5 – Biały pionek · b4 – Czarny goniec · d4 – Biały pionek · c3 – Biały skoczek · d3 – Biały goniec · f3 – Biały skoczek · a2 – Biały pionek · b2 – Biały pionek · c2 – Biały pionek · f2 – Biały pionek · g2 – Biały pionek · h2 – Biały pionek · a1 – Biała wieża · c1 – Biały goniec · d1 – Biały hetman · e1 – Biały król · h1 – Biała wieża | a8 – Czarna wieża · b8 – Czarny skoczek · c8 – Czarny goniec · d8 – Czarny hetman · f8 – Czarna wieża · g8 – Czarny król · a7 – Czarny pionek · b7 – Czarny pionek · c7 – Czarny pionek · d7 – Czarny skoczek · f7 – Czarny pionek · g7 – Czarny pionek · h7 – Czarny pionek · e6 – Czarny pionek · d5 – Czarny pionek · e5 – Biały pionek · b4 – Czarny goniec · d4 – Biały pionek · c3 – Biały skoczek · d3 – Biały goniec · f3 – Biały skoczek · a2 – Biały pionek · b2 – Biały pionek · c2 – Biały pionek · f2 – Biały pionek · g2 – Biały pionek · h2 – Biały pionek · a1 – Biała wieża · c1 – Biały goniec · d1 – Biały hetman · e1 – Biały król · h1 – Biała wieża | a8 – Czarna wieża · b8 – Czarny skoczek · c8 – Czarny goniec · d8 – Czarny hetman · f8 – Czarna wieża · g8 – Czarny król · a7 – Czarny pionek · b7 – Czarny pionek · c7 – Czarny pionek · d7 – Czarny skoczek · f7 – Czarny pionek · g7 – Czarny pionek · h7 – Czarny pionek · e6 – Czarny pionek · d5 – Czarny pionek · e5 – Biały pionek · b4 – Czarny goniec · d4 – Biały pionek · c3 – Biały skoczek · d3 – Biały goniec · f3 – Biały skoczek · a2 – Biały pionek · b2 – Biały pionek · c2 – Biały pionek · f2 – Biały pionek · g2 – Biały pionek · h2 – Biały pionek · a1 – Biała wieża · c1 – Biały goniec · d1 – Biały hetman · e1 – Biały król · h1 – Biała wieża | a8 – Czarna wieża · b8 – Czarny skoczek · c8 – Czarny goniec · d8 – Czarny hetman · f8 – Czarna wieża · g8 – Czarny król · a7 – Czarny pionek · b7 – Czarny pionek · c7 – Czarny pionek · d7 – Czarny skoczek · f7 – Czarny pionek · g7 – Czarny pionek · h7 – Czarny pionek · e6 – Czarny pionek · d5 – Czarny pionek · e5 – Biały pionek · b4 – Czarny goniec · d4 – Biały pionek · c3 – Biały skoczek · d3 – Biały goniec · f3 – Biały skoczek · a2 – Biały pionek · b2 – Biały pionek · c2 – Biały pionek · f2 – Biały pionek · g2 – Biały pionek · h2 – Biały pionek · a1 – Biała wieża · c1 – Biały goniec · d1 – Biały hetman · e1 – Biały król · h1 – Biała wieża | a8 – Czarna wieża · b8 – Czarny skoczek · c8 – Czarny goniec · d8 – Czarny hetman · f8 – Czarna wieża · g8 – Czarny król · a7 – Czarny pionek · b7 – Czarny pionek · c7 – Czarny pionek · d7 – Czarny skoczek · f7 – Czarny pionek · g7 – Czarny pionek · h7 – Czarny pionek · e6 – Czarny pionek · d5 – Czarny pionek · e5 – Biały pionek · b4 – Czarny goniec · d4 – Biały pionek · c3 – Biały skoczek · d3 – Biały goniec · f3 – Biały skoczek · a2 – Biały pionek · b2 – Biały pionek · c2 – Biały pionek · f2 – Biały pionek · g2 – Biały pionek · h2 – Biały pionek · a1 – Biała wieża · c1 – Biały goniec · d1 – Biały hetman · e1 – Biały król · h1 – Biała wieża | 3 |
| 2 | a8 – Czarna wieża · b8 – Czarny skoczek · c8 – Czarny goniec · d8 – Czarny hetman · f8 – Czarna wieża · g8 – Czarny król · a7 – Czarny pionek · b7 – Czarny pionek · c7 – Czarny pionek · d7 – Czarny skoczek · f7 – Czarny pionek · g7 – Czarny pionek · h7 – Czarny pionek · e6 – Czarny pionek · d5 – Czarny pionek · e5 – Biały pionek · b4 – Czarny goniec · d4 – Biały pionek · c3 – Biały skoczek · d3 – Biały goniec · f3 – Biały skoczek · a2 – Biały pionek · b2 – Biały pionek · c2 – Biały pionek · f2 – Biały pionek · g2 – Biały pionek · h2 – Biały pionek · a1 – Biała wieża · c1 – Biały goniec · d1 – Biały hetman · e1 – Biały król · h1 – Biała wieża | a8 – Czarna wieża · b8 – Czarny skoczek · c8 – Czarny goniec · d8 – Czarny hetman · f8 – Czarna wieża · g8 – Czarny król · a7 – Czarny pionek · b7 – Czarny pionek · c7 – Czarny pionek · d7 – Czarny skoczek · f7 – Czarny pionek · g7 – Czarny pionek · h7 – Czarny pionek · e6 – Czarny pionek · d5 – Czarny pionek · e5 – Biały pionek · b4 – Czarny goniec · d4 – Biały pionek · c3 – Biały skoczek · d3 – Biały goniec · f3 – Biały skoczek · a2 – Biały pionek · b2 – Biały pionek · c2 – Biały pionek · f2 – Biały pionek · g2 – Biały pionek · h2 – Biały pionek · a1 – Biała wieża · c1 – Biały goniec · d1 – Biały hetman · e1 – Biały król · h1 – Biała wieża | a8 – Czarna wieża · b8 – Czarny skoczek · c8 – Czarny goniec · d8 – Czarny hetman · f8 – Czarna wieża · g8 – Czarny król · a7 – Czarny pionek · b7 – Czarny pionek · c7 – Czarny pionek · d7 – Czarny skoczek · f7 – Czarny pionek · g7 – Czarny pionek · h7 – Czarny pionek · e6 – Czarny pionek · d5 – Czarny pionek · e5 – Biały pionek · b4 – Czarny goniec · d4 – Biały pionek · c3 – Biały skoczek · d3 – Biały goniec · f3 – Biały skoczek · a2 – Biały pionek · b2 – Biały pionek · c2 – Biały pionek · f2 – Biały pionek · g2 – Biały pionek · h2 – Biały pionek · a1 – Biała wieża · c1 – Biały goniec · d1 – Biały hetman · e1 – Biały król · h1 – Biała wieża | a8 – Czarna wieża · b8 – Czarny skoczek · c8 – Czarny goniec · d8 – Czarny hetman · f8 – Czarna wieża · g8 – Czarny król · a7 – Czarny pionek · b7 – Czarny pionek · c7 – Czarny pionek · d7 – Czarny skoczek · f7 – Czarny pionek · g7 – Czarny pionek · h7 – Czarny pionek · e6 – Czarny pionek · d5 – Czarny pionek · e5 – Biały pionek · b4 – Czarny goniec · d4 – Biały pionek · c3 – Biały skoczek · d3 – Biały goniec · f3 – Biały skoczek · a2 – Biały pionek · b2 – Biały pionek · c2 – Biały pionek · f2 – Biały pionek · g2 – Biały pionek · h2 – Biały pionek · a1 – Biała wieża · c1 – Biały goniec · d1 – Biały hetman · e1 – Biały król · h1 – Biała wieża | a8 – Czarna wieża · b8 – Czarny skoczek · c8 – Czarny goniec · d8 – Czarny hetman · f8 – Czarna wieża · g8 – Czarny król · a7 – Czarny pionek · b7 – Czarny pionek · c7 – Czarny pionek · d7 – Czarny skoczek · f7 – Czarny pionek · g7 – Czarny pionek · h7 – Czarny pionek · e6 – Czarny pionek · d5 – Czarny pionek · e5 – Biały pionek · b4 – Czarny goniec · d4 – Biały pionek · c3 – Biały skoczek · d3 – Biały goniec · f3 – Biały skoczek · a2 – Biały pionek · b2 – Biały pionek · c2 – Biały pionek · f2 – Biały pionek · g2 – Biały pionek · h2 – Biały pionek · a1 – Biała wieża · c1 – Biały goniec · d1 – Biały hetman · e1 – Biały król · h1 – Biała wieża | a8 – Czarna wieża · b8 – Czarny skoczek · c8 – Czarny goniec · d8 – Czarny hetman · f8 – Czarna wieża · g8 – Czarny król · a7 – Czarny pionek · b7 – Czarny pionek · c7 – Czarny pionek · d7 – Czarny skoczek · f7 – Czarny pionek · g7 – Czarny pionek · h7 – Czarny pionek · e6 – Czarny pionek · d5 – Czarny pionek · e5 – Biały pionek · b4 – Czarny goniec · d4 – Biały pionek · c3 – Biały skoczek · d3 – Biały goniec · f3 – Biały skoczek · a2 – Biały pionek · b2 – Biały pionek · c2 – Biały pionek · f2 – Biały pionek · g2 – Biały pionek · h2 – Biały pionek · a1 – Biała wieża · c1 – Biały goniec · d1 – Biały hetman · e1 – Biały król · h1 – Biała wieża | a8 – Czarna wieża · b8 – Czarny skoczek · c8 – Czarny goniec · d8 – Czarny hetman · f8 – Czarna wieża · g8 – Czarny król · a7 – Czarny pionek · b7 – Czarny pionek · c7 – Czarny pionek · d7 – Czarny skoczek · f7 – Czarny pionek · g7 – Czarny pionek · h7 – Czarny pionek · e6 – Czarny pionek · d5 – Czarny pionek · e5 – Biały pionek · b4 – Czarny goniec · d4 – Biały pionek · c3 – Biały skoczek · d3 – Biały goniec · f3 – Biały skoczek · a2 – Biały pionek · b2 – Biały pionek · c2 – Biały pionek · f2 – Biały pionek · g2 – Biały pionek · h2 – Biały pionek · a1 – Biała wieża · c1 – Biały goniec · d1 – Biały hetman · e1 – Biały król · h1 – Biała wieża | a8 – Czarna wieża · b8 – Czarny skoczek · c8 – Czarny goniec · d8 – Czarny hetman · f8 – Czarna wieża · g8 – Czarny król · a7 – Czarny pionek · b7 – Czarny pionek · c7 – Czarny pionek · d7 – Czarny skoczek · f7 – Czarny pionek · g7 – Czarny pionek · h7 – Czarny pionek · e6 – Czarny pionek · d5 – Czarny pionek · e5 – Biały pionek · b4 – Czarny goniec · d4 – Biały pionek · c3 – Biały skoczek · d3 – Biały goniec · f3 – Biały skoczek · a2 – Biały pionek · b2 – Biały pionek · c2 – Biały pionek · f2 – Biały pionek · g2 – Biały pionek · h2 – Biały pionek · a1 – Biała wieża · c1 – Biały goniec · d1 – Biały hetman · e1 – Biały król · h1 – Biała wieża | 2 |
| 1 | a8 – Czarna wieża · b8 – Czarny skoczek · c8 – Czarny goniec · d8 – Czarny hetman · f8 – Czarna wieża · g8 – Czarny król · a7 – Czarny pionek · b7 – Czarny pionek · c7 – Czarny pionek · d7 – Czarny skoczek · f7 – Czarny pionek · g7 – Czarny pionek · h7 – Czarny pionek · e6 – Czarny pionek · d5 – Czarny pionek · e5 – Biały pionek · b4 – Czarny goniec · d4 – Biały pionek · c3 – Biały skoczek · d3 – Biały goniec · f3 – Biały skoczek · a2 – Biały pionek · b2 – Biały pionek · c2 – Biały pionek · f2 – Biały pionek · g2 – Biały pionek · h2 – Biały pionek · a1 – Biała wieża · c1 – Biały goniec · d1 – Biały hetman · e1 – Biały król · h1 – Biała wieża | a8 – Czarna wieża · b8 – Czarny skoczek · c8 – Czarny goniec · d8 – Czarny hetman · f8 – Czarna wieża · g8 – Czarny król · a7 – Czarny pionek · b7 – Czarny pionek · c7 – Czarny pionek · d7 – Czarny skoczek · f7 – Czarny pionek · g7 – Czarny pionek · h7 – Czarny pionek · e6 – Czarny pionek · d5 – Czarny pionek · e5 – Biały pionek · b4 – Czarny goniec · d4 – Biały pionek · c3 – Biały skoczek · d3 – Biały goniec · f3 – Biały skoczek · a2 – Biały pionek · b2 – Biały pionek · c2 – Biały pionek · f2 – Biały pionek · g2 – Biały pionek · h2 – Biały pionek · a1 – Biała wieża · c1 – Biały goniec · d1 – Biały hetman · e1 – Biały król · h1 – Biała wieża | a8 – Czarna wieża · b8 – Czarny skoczek · c8 – Czarny goniec · d8 – Czarny hetman · f8 – Czarna wieża · g8 – Czarny król · a7 – Czarny pionek · b7 – Czarny pionek · c7 – Czarny pionek · d7 – Czarny skoczek · f7 – Czarny pionek · g7 – Czarny pionek · h7 – Czarny pionek · e6 – Czarny pionek · d5 – Czarny pionek · e5 – Biały pionek · b4 – Czarny goniec · d4 – Biały pionek · c3 – Biały skoczek · d3 – Biały goniec · f3 – Biały skoczek · a2 – Biały pionek · b2 – Biały pionek · c2 – Biały pionek · f2 – Biały pionek · g2 – Biały pionek · h2 – Biały pionek · a1 – Biała wieża · c1 – Biały goniec · d1 – Biały hetman · e1 – Biały król · h1 – Biała wieża | a8 – Czarna wieża · b8 – Czarny skoczek · c8 – Czarny goniec · d8 – Czarny hetman · f8 – Czarna wieża · g8 – Czarny król · a7 – Czarny pionek · b7 – Czarny pionek · c7 – Czarny pionek · d7 – Czarny skoczek · f7 – Czarny pionek · g7 – Czarny pionek · h7 – Czarny pionek · e6 – Czarny pionek · d5 – Czarny pionek · e5 – Biały pionek · b4 – Czarny goniec · d4 – Biały pionek · c3 – Biały skoczek · d3 – Biały goniec · f3 – Biały skoczek · a2 – Biały pionek · b2 – Biały pionek · c2 – Biały pionek · f2 – Biały pionek · g2 – Biały pionek · h2 – Biały pionek · a1 – Biała wieża · c1 – Biały goniec · d1 – Biały hetman · e1 – Biały król · h1 – Biała wieża | a8 – Czarna wieża · b8 – Czarny skoczek · c8 – Czarny goniec · d8 – Czarny hetman · f8 – Czarna wieża · g8 – Czarny król · a7 – Czarny pionek · b7 – Czarny pionek · c7 – Czarny pionek · d7 – Czarny skoczek · f7 – Czarny pionek · g7 – Czarny pionek · h7 – Czarny pionek · e6 – Czarny pionek · d5 – Czarny pionek · e5 – Biały pionek · b4 – Czarny goniec · d4 – Biały pionek · c3 – Biały skoczek · d3 – Biały goniec · f3 – Biały skoczek · a2 – Biały pionek · b2 – Biały pionek · c2 – Biały pionek · f2 – Biały pionek · g2 – Biały pionek · h2 – Biały pionek · a1 – Biała wieża · c1 – Biały goniec · d1 – Biały hetman · e1 – Biały król · h1 – Biała wieża | a8 – Czarna wieża · b8 – Czarny skoczek · c8 – Czarny goniec · d8 – Czarny hetman · f8 – Czarna wieża · g8 – Czarny król · a7 – Czarny pionek · b7 – Czarny pionek · c7 – Czarny pionek · d7 – Czarny skoczek · f7 – Czarny pionek · g7 – Czarny pionek · h7 – Czarny pionek · e6 – Czarny pionek · d5 – Czarny pionek · e5 – Biały pionek · b4 – Czarny goniec · d4 – Biały pionek · c3 – Biały skoczek · d3 – Biały goniec · f3 – Biały skoczek · a2 – Biały pionek · b2 – Biały pionek · c2 – Biały pionek · f2 – Biały pionek · g2 – Biały pionek · h2 – Biały pionek · a1 – Biała wieża · c1 – Biały goniec · d1 – Biały hetman · e1 – Biały król · h1 – Biała wieża | a8 – Czarna wieża · b8 – Czarny skoczek · c8 – Czarny goniec · d8 – Czarny hetman · f8 – Czarna wieża · g8 – Czarny król · a7 – Czarny pionek · b7 – Czarny pionek · c7 – Czarny pionek · d7 – Czarny skoczek · f7 – Czarny pionek · g7 – Czarny pionek · h7 – Czarny pionek · e6 – Czarny pionek · d5 – Czarny pionek · e5 – Biały pionek · b4 – Czarny goniec · d4 – Biały pionek · c3 – Biały skoczek · d3 – Biały goniec · f3 – Biały skoczek · a2 – Biały pionek · b2 – Biały pionek · c2 – Biały pionek · f2 – Biały pionek · g2 – Biały pionek · h2 – Biały pionek · a1 – Biała wieża · c1 – Biały goniec · d1 – Biały hetman · e1 – Biały król · h1 – Biała wieża | a8 – Czarna wieża · b8 – Czarny skoczek · c8 – Czarny goniec · d8 – Czarny hetman · f8 – Czarna wieża · g8 – Czarny król · a7 – Czarny pionek · b7 – Czarny pionek · c7 – Czarny pionek · d7 – Czarny skoczek · f7 – Czarny pionek · g7 – Czarny pionek · h7 – Czarny pionek · e6 – Czarny pionek · d5 – Czarny pionek · e5 – Biały pionek · b4 – Czarny goniec · d4 – Biały pionek · c3 – Biały skoczek · d3 – Biały goniec · f3 – Biały skoczek · a2 – Biały pionek · b2 – Biały pionek · c2 – Biały pionek · f2 – Biały pionek · g2 – Biały pionek · h2 – Biały pionek · a1 – Biała wieża · c1 – Biały goniec · d1 – Biały hetman · e1 – Biały król · h1 – Biała wieża | 1 |
|   | a | b | c | d | e | f | g | h |   |

Jeden z najprostszych przykładów klasycznej ofiary gońca może powstać po ruchach 1.e4 e6 2.d4 d5 3.Sc3 Sf6 4.e5 Sd7 5.Sf3?! Gb4?! 6.Gd3 O-O?. Ruch 7.G:h7+! natychmiast rozstrzyga partię:
- 7...K:h7 8.Sg5+ Kg8 9.Hh5 We8 10.H:f7+ Kh8 11.Hh5+ Kg8 12.Hh7+ Kf8 13.Hh8+ Ke7 14.H:g7X (ten wzorzec mata jest bardzo typowy dla poświęcenia na h7);
- 7...K:h7 8.Sg5+ Kh6 9.S:f7++ i 10.S:d8, białe mają rozstrzygającą przewagę materialną;
- 7...K:h7 8.Sg5+ Kg6 9.h4 He7 10.h5+ Kh6 11.Hd3! H:g5 (wymuszone z uwagi na podwójną groźbę matową na h7 i f7) 12.G:g5+ K:g5 13.He3+ Kf5 14.g3 G:c3+ 15.b:c3 i 16.Hf4X;
- 7...Kh8 (najlepsze), białe mają piona więcej i silny, prawdopodobnie wygrywający atak (rozbita pozycja roszady czarnych).

Omówiona i ukazana na diagramie pozycja do końca listopada 2024 wystąpiła w bazie szachowej Lichess 6417 razy. Białe zdecydowały się na poświęcenie gońca 1262 razy, wygrywając 87% z tych partii.
W wielu przypadkach rezultat „greckiego daru” nie jest równie jasny. Każdy z trzech głównych wariantów (ustąpienie królem po szachu skoczkiem na g8, h6, g6) może się okazać kłopotliwy dla atakującej strony. Kontynuacja ataku po Kg8 okazuje się szczególnie trudna, jeżeli strona broniąca się może szybko przyłączyć jakąś figurę (typowo skoczka lub hetmańskiego gońca) do obrony skrzydła królewskiego. Kh6 sprawia znaczne problemy, jeżeli hetmański goniec poświęcającego nie może wspomóc ataku. W większości innych przypadków najskuteczniejszą próbą obrony jest odejście na g6, wówczas atak najczęściej obejmuje ruchy Hd1-g4 i h2-h4-h5, ale niekiedy okazuje się niewystarczająco szybki. Odrzucenie ofiary (Kh8 po szachu gońcem) okazuje się niezwykle skuteczne, jeżeli goniec nie ma bezpiecznego pola odejścia, a strona broniąca się może wzmocnić pozycję i dopiero wtedy go pobić.